# Pico de Saburó
El pico de Saburó, también llamado Tuc de Saburó, con 2905,7 m, es una montaña de los Pirineos, en España. Se encuentra en la provincia de Lérida, entre los municipios de la Torre de Cabdella, en la comarca del Pallars Jussá, al sur, y Espot, en el Pallars Sobirá, al norte.
El Saburó forma parte de la cresta que cierra por el sur el lado oriental del Parque nacional de Aiguas Tortas y Lago de San Mauricio. Al norte se encuentra el valle de Peguera. En este valle y al este del Saburó, se encuentra el lago Gelat o de Cap de Port. Al sur, se encuentra el valle de Flamisell o Vall Fosca, encabezada por un impresionante conjunto de lagos glaciares; a los pies del pico se encuentra el lago de Saburó, que puede encontrarse seco por razones del aprovechamiento hidráulico.
Entre los dos lagos mencionados, al sur del Saburó, se halla el collado de Capdella o de Saburó, de 2668 m, por el que pasa el camino de gran recorrido GR 11-20 que une los refugios de José Maria Blanc, en el parque de Aiguas Tortas, y el de la Colomina, en el valle del Flamisell. Esta ruta forma parte de la travesía Carros de Foc, que recorre a lo largo de una semana todos los refugios del parque nacional.
En la misma cresta que bordea todo el parque se encuentra, al noroeste el pico de Peguera, de 2980 m, y al sudeste, tras el collado de Saburó, el pico de la Mainera, de 2910 m. Una cresta más corta forma una prolongación hacia el norte para dar lugar al pico Inferior de Saburó, de 2855 m.

## Geomorfología y paisaje

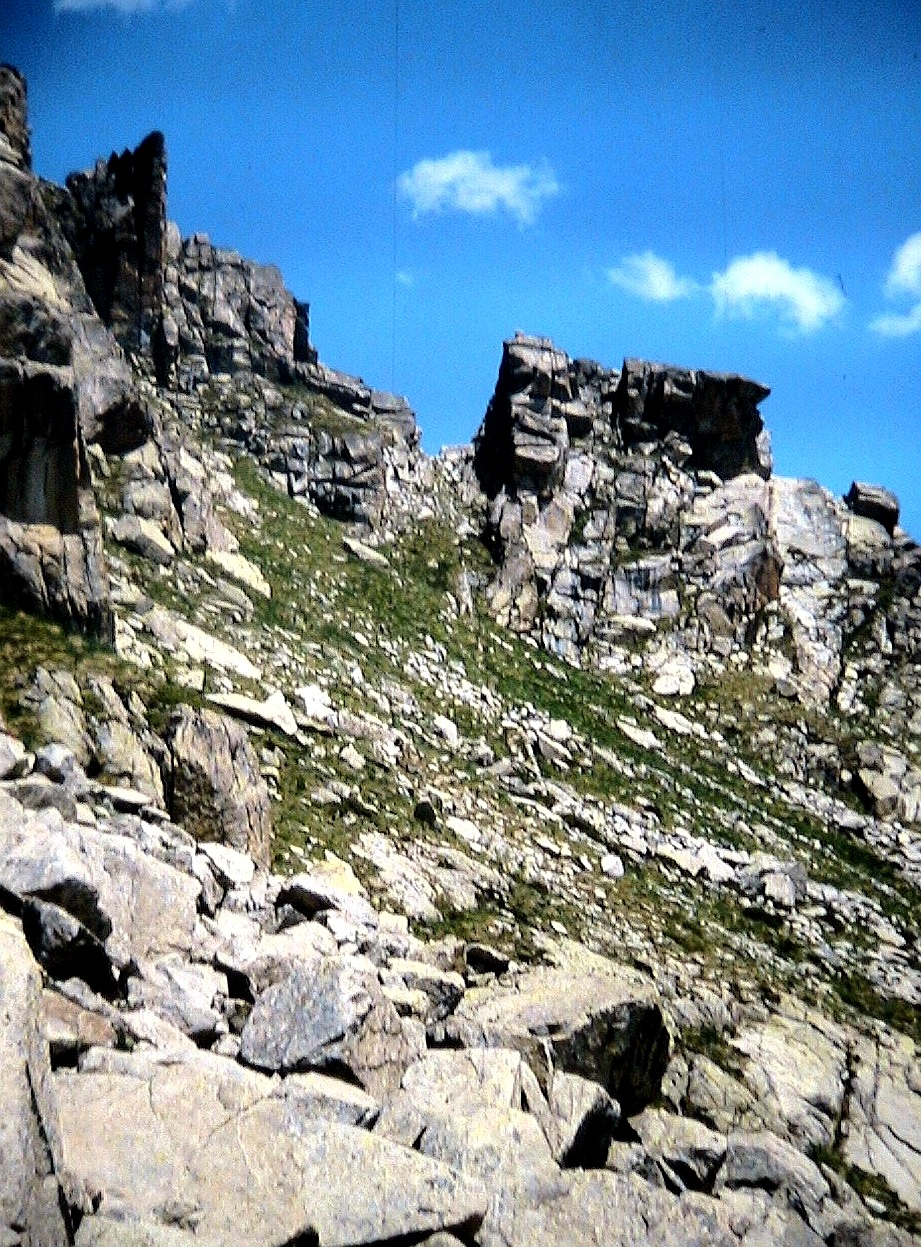
Brecha del Paso del Oso, que da acceso al lago de Saburó.

Saburó forma parte del Pirineo axial y pertenece al gran batolito granítico de la Maladeta, una poderosa intrusión de rocas plutónicas formada entre el Carbonífero y el Pérmico, hace más de 300 millones de años. 
El pico tiene forma piramidal propia de los modelados glaciares. Sus paredes son muy verticales, con excepción de la vertiente que da al lago Cap del Port, por donde se sube al pico en la ruta más normal. La cresta entre Peguera y Saburó es un amontonamiento de torres, agujas y bloques que hacen muy difícil su tránsito.
Las glaciaciones cuaternarias y el clima frío y húmedo propio de las alturas han hecho que el pico de Saburó esté rodeado de circos glaciares. Junto con la docena de cimas que bordean los tres mil metros de esta región forma el conjunto de lagos más amplio y numeroso de los Pirineos.